# たなか (音楽家)
たなか（1998年2月12日 - ）は、日本の男性ラッパー、シンガーソングライター、音楽プロデューサー、随筆家、実業家、デザイナー、俳優、インターネットタレント。バンド・Diosのメンバーで、ボーカルを担当。所属事務所はアミューズ。
2019年1月まではソロプロジェクト「ぼくのりりっくのぼうよみ」として音楽活動を行っていた。本名非公表。

## 概要
動画サイトに楽曲を投稿し注目を集める。後の所属事務所ソリッドボンド社長の中島理智がネットで拾ってきた彼の音源をEMIグループ時代から交流のあるCONNECTONE代表の高木亮に聞かせたことでレーベルとの契約が決まり、現役高校生としてメジャー・デビュー。
トラックメイカーが作った音源にリリックとメロディを乗せていくスタイルをベースとする。
エッセイや短編小説を執筆するなどもしている。楽曲制作は、最初にトラックメイカーに曲調やBPMや使用する楽器などやりたいことの大枠だけを伝え、それで出てきたものに対して、具体的な要望を加えて完成させる。近年は現代アート作品も大阪関西国際芸術祭などに出展。

## 人物
ニコニコ動画で使用していた「紫外線」という名前は、紫色が好きだったことから付けた。「ぼくのりりっくのぼうよみ」という芸名は2012年頃から名乗りだしたもので、ラップを始めた頃まだ慣れておらず、棒読みで歌っていたことに由来する。
幼い頃から音楽好きだったのは母親の影響が大きい。EGO-WRAPPIN'やMONDO GROSSOは、その母親がファンだったこともあって好きになった。しかし特定の曲が好きなだけで個々のアーティストにはそれほど詳しくはない。初めて買ったCDは『ポケットモンスター』の映画『劇場版ポケットモンスター 水の都の護神 ラティアスとラティオス』のエンディングテーマ「ひとりぼっちじゃない」（coba & 宮沢和史）。
ラストアルバム『没落』発表後は自身のTwitterで仕事を募集し、精力的に転職活動をすることで「積み上げてきたもの全部を破壊してもなお、人間は幸せでいられる」ということを証明しようとしている。
2021年3月音楽制作事務所cockpitを立ち上げる。
趣味はボルダリング。
2022年12月7日、元HKT48で起業家・YouTuberの菅本裕子との結婚を発表。
2024年10月15日、妻の菅本が第1子の妊娠を発表。2025年3月14日、菅本が第1子出産を報告した。

## バイオグラフィ
2012年
- 2月25日 - 「ゆるふわ樹海ガール 歌ってみた」を紫外線名義でニコニコ動画に初投稿。
- 12月16日 - 「【ニコラップ】One Night Stand and Rain」をぼくのりりっくのぼうよみ名義で初投稿。

2014年
- 高校2年生の時に日本最大級の10代向けオーディション「閃光ライオット」に応募、約1万組の中からファイナリスト10組に選出され新木場STUDIO COASTでライブを披露[27]。『SCHOOL OF LOCK!』（TOKYO FM）で紹介され高評価を得る[3]。

2015年
- 11月12日 - 限定シングル「sub/objective」を発売[28]。
- 12月16日 - JVCケンウッド・ビクターエンタテインメント内のレーベルCONNECTONEより1stアルバム『hollow world』でメジャー・デビュー[3]。発売当時は17歳の現役高校3年生。
- 12月25日 - 0:00より24時間限定「parrot's paranoia」の無料ダウンロード[29]

2016年
- 2月5日 - 文芸雑誌『文學界』（文藝春秋）2016年3月号にエッセイ「地盤沈下」を寄稿。
- 高校卒業後は東京大学への入学を目指していたが不合格となり[30]、上智大学経済学部に進学。大学名は「辞職」後の2019年4月、Twitterに履歴書の文面という形で公表された[31]。
- 7月 - 1stEP「ディストピア」を発売。CDの遺影を模したアートワークやEPの限定盤用に書き下ろした短編小説「Water boarding」で話題を集める[32]。
- 12月23日 - J-WAVE特番『J-WAVE CHRISTMAS SPECIAL LYRIC FOR SILENT NIGHT』で初ナビゲーターを担当[33]。「black santa」オンエア。
- 12月24日 - ぼくのりりっくのぼうよみ×ササノマリイ「black santa」の動画をTwitterに初投稿

2017年
- 1月24日 - 小説家伊藤計劃のトリビュートアンソロジー『伊藤計劃トリビュート2』に短編小説「guilty」が掲載される。
- 1月25日 - 2ndアルバム『Noah's Ark』発売。それに伴い、1月から3月末までの期間限定でオウンドメディア「Noah's Ark」を運営。[34]
- 3月〜5月 - 初の全国ツアー「ぼくのりりっくのぼうよみ tour 2017」を敢行。
- 5月24日 - 2ndシングル「SKY's the limit/つきとさなぎ」発売。
- 9月28日 - ファッション誌『with』（講談社）にて「なんかいい感じの小説」連載開始。
- 12月24日 - ぼくのりりっくのぼうよみ×ササノマリイ「#black santa pt.2」を個人名義のYouTubeチャンネルに投稿

2018年
- 9月21日 - 日本テレビ系報道番組『NEWS ZERO』に出演し、2019年1月を以って3年間のアーティスト活動に終止符を打つことを発表した[35]。アーティスト活動終了を“辞職”と表現し、「僕は自由になりたい。できあがった他の人たちの中にある偶像に自分が支配されちゃうことにすごく耐えられない」と語った[35]。
- 9月25日からラストツアー「僕はもう……」を敢行。[36]
- 12月12日 - 4thアルバム『没落』と、ベストアルバム『人間』を同時発売。[37][38]
- 12月24日 - ぼくのりりっくのぼうよみ×ササノマリイ「#black santa pt.3(final)」を個人名義のYouTubeチャンネルに投稿

2019年
- 1月13日 - 大阪でラストライブ「通夜」を開催
- 1月28日 - 東京で追加公演「葬式〜前夜祭〜」を開催[39]
- 1月29日 - 東京でラストライブ「葬式」を開催[40]
- 1月31日 - ぼくのりりっくのぼうよみを正式に「辞職」[41][42]。
- 3月4日 - 「第11回沖縄国際映画祭」の概要説明会に出席し、たなかに改名したことと、同映画祭にて公開される映画『誰にも会いたくない』（金森正晃監督）に主演したことを発表した[43]。
- 8月1日 - ラップユニット”Gorilla Attack”の原案、プロデュース[44]、シングル「Gorilla Anthem」発売。
- 9月9日 - 学費未納により上智大学を除籍されたことを公表[45]。
- 12月3日 - birthplace結成。東京でアニソンカバーライブ「birthplace vol.1」を開催。

2020年
- 1月4日 - 東京でアニソンカバーライブ「birthplace vol.1.5」を開催。
- 1月29日 - オウンドメディア「Noah's Ark」完結[46]。
- 2月12日 - 大阪でアニソンカバーライブ「birthplace vol.1.5」を開催。
- 4月17日 - 自身のTwitter上でやきいも屋になることを発表[47][18]。
- 9月9日 - Gorilla Attackのアルバム「GORILLA CITY」発売[48]。
- 9月25日 - 「THE FIRST TAKE」にゲスト出演[49]。
- 10月31日 - 舞台『令和源氏オペレッタRe:』オンライン生配信公演にて主演[50][51]。

2021年
- 1月15日 - 「うぶごえ株式会社」命名・ステイトメントを作成[52]。
- 2月5日 - YouTubeチャンネルをリニューアル「たなかながし」配信開始[53]。
- 3月10日 - 音楽制作事務所「cockpit」を発表。
- 3月31日 - ササノマリイ、Ichika Nitoと共にロックバンド「Dios」を結成し、1stシングル「逃避行」を配信リリースした[54]。

## ディスコグラフィ

### シングル
|   | 発売日         | タイトル      | 規格 | 規格品番  | 初収録アルバム |
| - | -------------- | ------------- | ---- | --------- | -------------- |
| # | 2015年11月12日 | sub/objective | CD   | NCS-10105 | hollow world   |

|     | 発売日        | タイトル                     | 規格 | 規格品番   | オリコン | 初収録アルバム  |
| --- | ------------- | ---------------------------- | ---- | ---------- | -------- | --------------- |
| 1st | 2017年3月8日  | Be Noble                     | CD   | VICL-37252 | 77位     | Noah's Ark      |
| 2nd | 2017年5月24日 | SKY's the limit/つきとさなぎ | CD   | VICL-37281 | 45位     | Fruits Decaying |

### EP
|     | 発売日        | タイトル     | 規格 | 規格品番                | オリコン | 初収録アルバム |
| --- | ------------- | ------------ | ---- | ----------------------- | -------- | -------------- |
| 1st | 2016年7月20日 | ディストピア | CD   | VIZL-1012（初回限定盤） | 26位     | Noah's Ark     |
| 1st | 2016年7月20日 | ディストピア | CD   | VICL-37199（通常盤）    | 26位     | Noah's Ark     |

### 配信シングル
|     | 発売日         | タイトル                         | 規格                   | 初収録アルバム  |
| --- | -------------- | -------------------------------- | ---------------------- | --------------- |
| 1st | 2015年10月23日 | パッチワーク                     | デジタル・ダウンロード | hollow world    |
| 2nd | 2016年6月22日  | Newspeak                         | デジタル・ダウンロード | Noah's Ark      |
| 3rd | 2016年12月7日  | after that                       | デジタル・ダウンロード | Noah's Ark      |
| 4th | 2017年10月9日  | 罠 featuring SOIL&“PIMP”SESSIONS | デジタル・ダウンロード | Fruits Decaying |
| 5th | 2018年7月25日  | 輪廻転生                         | デジタル・ダウンロード | 没落            |
| 6th | 2018年9月22日  | 僕はもういない                   | デジタル・ダウンロード | 没落            |

### 自主制作
|   | 発売日        | 名義   | タイトル         | 規格                      |                                                                                       |
| - | ------------- | ------ | ---------------- | ------------------------- | ------------------------------------------------------------------------------------- |
| # | 2020年4月25日 | たなか | いしやきいもの歌 | デジタル・ダウンロード CD | たなかいも。テーマソング サウンドプロデュースはケンモチヒデフミ（水曜日のカンパネラ） |

### オリジナルアルバム
|     | 発売日         | タイトル        | 規格    | 規格品番                 | オリコン |
| --- | -------------- | --------------- | ------- | ------------------------ | -------- |
| 1st | 2015年12月16日 | hollow world    | CD      | VICL-64487               | 30位     |
| 2nd | 2017年1月25日  | Noah's Ark      | CD      | VICL-64689（初回限定盤） | 24位     |
| 2nd | 2017年1月25日  | Noah's Ark      | CD      | VICL-64690（通常盤）     | 24位     |
| 3rd | 2017年11月22日 | Fruits Decaying | 2CD     | VIZL-1282（初回限定盤A） | 18位     |
| 3rd | 2017年11月22日 | Fruits Decaying | 2CD+DVD | VIZL-1283（初回限定盤B） | 18位     |
| 3rd | 2017年11月22日 | Fruits Decaying | CD      | VICL-64899（通常盤）     | 18位     |
| 4th | 2018年12月12日 | 没落            | 2CD+DVD | VIZL-1478（初回限定盤）  | 20位     |
| 4th | 2018年12月12日 | 没落            | CD      | VICL-65078（通常盤）     | 20位     |

### ベストアルバム
|     | 発売日         | タイトル | 規格   | 規格品番                | オリコン |
| --- | -------------- | -------- | ------ | ----------------------- | -------- |
| 1st | 2018年12月12日 | 人間     | CD+DVD | VIZL-1479（初回限定盤） | 32位     |
| 1st | 2018年12月12日 | 人間     | CD     | VICL-65079（通常盤）    | 32位     |

### 未CD化楽曲
| タイトル              | 備考                                                                                                   |
| --------------------- | --- |
| タイトル未定          | CAMPFIREのアプリケーション「polca」のCMソングとして書き下ろされた楽曲で、2017年9月21日から起用された。 |
| 袖と袖 (feat. 光源氏) | 令和源氏オペレッタRe 劇中歌。2020年10月31 - 11月22日。配信でのみ視聴できた。                           |

### 参加作品
| 発売日         | 作品                                                                                        | 備考 |
| -------------- | ------------------------------------------------------------------------------------------- | --- |
| 2014年8月9日   | sunrise feat. nqrse                                                                         | コンピレーション・アルバム「COMPILATION ALBUM W.W.W 2014」収録。                                                                                                 |
| 2014年9月29日  | COCK PITT                                                                                   | idler records所属MC5名によるマイクリレー。 他参加者は野崎りこん、SHAKABOOZ,nera_K、TWOFACE                                                                       |
| 2014年10月29日 | fuckin' summer vacatioooooon!!!!!!!!!!!                                                     | コンピレーション・アルバム「閃光ライオット2014」収録。 |
| 2015年7月8日   | idler stella feat.nera_K,ぼくのりりっくのぼうよみ,野崎りこん                                | 電波少女のアルバム「WHO」収録。 |
| 2016年10月19日 | Fukurou Session featuring ぼくのりりっくのぼうよみ (Broadcasted on LINE LIVE on 2016.06.21) | サカナクションのシングル「多分、風。」完全限定盤Blu-ray、DVDに収録。                                                                                             |
| 2017年9月27日  | クビナワ feat. ぼくのりりっくのぼうよみ&ササノマリイ                                        | 電波少女のアルバム「HEALTH」収録。 |
| 2018年3月21日  | 何様 feat. ぼくのりりっくのぼうよみ                                                         | SKY-HIのベストアルバム「ベストカタリスト -Collaboration Best Album- 」収録。                                                                                     |
| 2018年11月28日 | Foolish feat. 元・天才                                                                      | TeddyLoidのアルバム「SILENT PLANET: INFINITY」収録。 MV出演。 |
| 2018年12月12日 | JAPRISON                                                                                    | SKY-HIの4thアルバム クリエイティブ・パートナー「元・天才」として参加。                                                                                           |
| 2019年6月10日  | Gorilla Anthem - Gorilla Attack                                                             | 映画『誰にも会いたくない』主題歌 劇中で主演のたなか演じる「宇水（ウミズ）」が歌う曲 謎のhiphopクルー“Gorilla Attack”メンバーはニシローランドとヒガシローランド。 |
| 2019年11月17日 | 私を愛してくれないなら死んで。「メンヘラ-2019ver- 」 ミオヤマザキ                           | MV出演。監督は東市篤憲 |
| 2019年11月22日 | Prologue (feat.TeddyLoid&たなか)                                                            | 香取慎吾の配信シングル。アルバム「20200101」収録。 たなか名義で参加。                                                                                            |
| 2019年11月29日 | 「夢の中へ」Winter Mix ft.たなか（前職：ぼくのりりっくのぼうよみ）                          | PS4 Lineup Music Video MV第2弾 現在は非公開。 |
| 2020年11月6日  | 殺しのデュエット (feat. 光源氏)                                                             | 令和源氏オペレッタRe ED曲。デジタル・ダウンロード |
| 2020年12月18日 | 何様 feat. たなか - From THE FIRST TAKE                                                     | SKY-HIプロデュース。ピアノアレンジ。 |

### 楽曲提供
| 発売日         | アーティスト名                                    | 作品                           | 備考 |
| -------------- | ------------------------------------------------- | ------------------------------ | --- |
| 2018年4月30日  | SingTuyo                                          | KISS is my life.               | 香取慎吾と草彅剛のユニットの初楽曲。作詞・作曲を担当。キヤノン「EOS Kiss M」CMソング。                                                                |
| 2018年6月27日  | みやかわくん                                      | aNYmORE                        | メジャーデビューミニアルバム｢STAR LAND｣に収録 |
| 2018年11月30日 | ASCA                                              | Suspected, Confused and Action | ASCA VS ぼくのりりっくのぼうよみ 配信シングル。 |
| 2019年1月30日  | みやかわくん                                      | 略奪                           | ぼくのりりっくのぼうよみ、みやかわくん初の共作 |
| 2019年4月3日   | 箕輪狂介                                          | 徒花                           | 初のアーティストプロデュース。故・ぼくのりりっくのぼうよみとして参加                                                                                  |
| 2019年6月8日   | カンタ（水溜りボンド）                            | 猿でもわかる                   | 作詞・たなか 作曲・たなか／ケンカイヨシ／佐々木秀尚                                                                                                   |
| 2019年9月28日  | トミー（水溜りボンド）                            | オリーブの枝                   | 作詞・たなか 作曲・たなか／ケンカイヨシ／佐々木秀尚                                                                                                   |
| 2021年3月24日  | Fling Posse（CV：白井悠介・斉藤壮馬・野津山幸宏） | Black Journey                  | 『ヒプノシスマイク-Division Rap Battle- 2nd D.R.B Fling Posse VS MAD TRIGGER CREW』収録曲。作詞：たなか 作曲：ケンカイヨシ／たなか 編曲：ケンカイヨシ |
| 2022年3月9日   | 葛葉(にじさんじ)                                  | エンドゲーム                   | メジャーファーストミニアルバム「Sweet Bite」に収録 作詞・たなか 作曲・たなか 編曲・高橋諒                                                             |

### ミュージックビデオ
| 監督                                          | 曲名 |
| 東市篤憲                                      | 「sub/objective」(出演:池田大・吉村界人・池田エライザ) 「CITI」(出演:池田大・吉村界人・池田エライザ) 「Sunrise(re-build)」(出演:池田大・吉村界人・池田エライザ・本山順子・GOMESS) ※以上3作品は三部作となっている。 「SKY's the limit」 |
| ぼくのりりっくのぼうよみ / 東市篤憲(サポート) | 「Newspeak」 |
| 木村豊                                        | 「Be noble」 |
| 沖崇信                                        | 「after that」 「罠 featuring SOIL&"PIMP"SESSIONS」 |
| レオル（A4A）                                 | 「朝焼けと熱帯魚」 |
| 赤卵                                          | 「輪廻転生」 |
| 川崎龍弥                                      | 「人間辞職」Live Video (1週間限定公開) |
| りゅうせー                                    | 「没落」 |
| 藤瀬みず                                      | 「僕はもういない」 |

### タイアップ一覧
| 起用年 | 曲名               | タイアップ先                                                                               |
| ------ | ------------------ | ------------------------------------------------------------------------------------------ |
| 2015年 | パッチワーク       | リアル脱出ゲーム「君は明日と消えていった」主題歌                                           |
| 2015年 | Sub/objective      | MID-FM「MIDサウンドスケッチ～昼～」2015年12月度HIGH POWER PLAY                             |
| 2015年 | Sunrise (re-build) | インターネットテレビ局AbemaTV内ニュースチャンネルAbemaNews「AbemaPrime」オープニングテーマ |
| 2016年 | Newspeak           | NHK Eテレ「新世代が解く!ニッポンのジレンマ」番組テーマ                                     |
| 2017年 | Be Noble           | 東宝配給系映画「3月のライオン」前編主題歌                                                  |
| 2017年 | SKY's the limit    | 資生堂「アネッサ」CMソング                                                                 |
| 2017年 | つきとさなぎ       | テレビ東京系列ドラマ25「SR サイタマノラッパー～マイクの細道～」エンディングテーマ          |
| 2017年 | タイトル未定       | CAMPFIREアプリケーション「polca」CMソング                                                  |
| 2017年 | 朝焼けと熱帯魚     | TOKYO MX・BS11テレビアニメ「刻刻」エンディングテーマ                                       |
| 2018年 | 輪廻転生           | テレビ東京系列ドラマ25「インベスターZ」エンディングテーマ                                  |

## 著書

### エッセイ寄稿
- 文學界　3月号「地盤沈下」 文藝春秋（月刊誌）2016年
- @elaiza_ikd LEVEL19-20「万華鏡」 小学館セレクト（ムック）2016年 ISBN 4091037798
- 伊藤計劃トリビュート2「guilty」 早川文庫（文庫）2017年 ISBN 4150312605
- 花椿　夏号「鴇」 資生堂（季刊誌）2017年
- CanCam　7月号『「エモい」について考えた』小学館（月刊誌）2019年[71]

### 参加
- このマンガがすごい!2018 オススメしたい作品ベスト５ 宝島社（ムック）2017年 ISBN 9784800278319

### 解説
- 火星に住むつもりかい？伊坂幸太郎著　光文社文庫（文庫）2018年 ISBN 4334776280

### 連載
- with(ウィズ)「なんかいい感じの小説」講談社（月刊誌）2017年11月号 - 2019年2月号

## ライブ

### サポートメンバー
| 人名             | パート               | 在籍期間                            |
| ---------------- | -------------------- | ----------------------------------- |
| タケウチカズタケ | キーボード           | 2016年 - 2018年                     |
| HIRORON          | DJ・マニピュレーター | 2016年 - 2019年                     |
| 脇山広介         | ドラムス             | 2017年 - 2018年                     |
| 高橋結子         | パーカッション       | 2017年 - 2018年                     |
| 宮本仁           | パーカッション       | 2017年 -新木場公演代役              |
| 須藤優           | ベース               | 2017年 - 2018年                     |
| 真船勝博         | ベース               | Fruits Decayingの札幌、大阪公演代役 |
| 佐々木秀尚       | ギター               | 2018年 - 2019年                     |
| 半田彬倫         | キーボード           | 2019年 - 大阪、東京公演             |
| 渡邊シン         | ドラム               | 2019年 - 東京公演                   |
| 二家本亮介       | ベース               | 2019年 - 東京公演                   |

## 対談
2016年
- 【インベスターZ スペシャル座談会】三田紀房×SKY-HI×ぼくのりりっくのぼうよみ 三田紀房公式サイト

2017年
- 『ハミダシター』＃20　フジテレビオンデマンド[75]

- ぼくのりりっくのぼうよみ "必死こいて下積みしている年上のバンドマンたちについてどう思う？" BASEMENT-TIMES
- ぼくのりりっくのぼうよみ×ササノマリイのカップルみたいな対談 CINRA.NET
- ハシシ × ぼくのりりっくのぼうよみ｜旧知の2人による「クビナワ」完成までの道のり 音楽ナタリー
- 鈴木友菜の音楽対談☆【NO MUSIC, NO YUUNA】 non-no Web

2018年
- ミュージシャンに聞いた。違法アプリのこと、どう思ってる？ BuzzFeed
- SKY-HIとぼくりりが明かす「ヒットを狙った曲」BuzzFeed Japan
- 「MP3を超えるフォーマットを作りたいんです」と話すぼくりりにとっての革命とは KAMARQ

2019年
- TeddyLoid×ぼくりり それぞれ戦い続けた末、ようやく出会った2人 CINRA.NET

- ぼくのりりっくのぼうよみ×常田大希（King Gnu）対談｜稀代クリエイターの没落、破壊、アート論　音楽ナタリー
- ぼくりり×もこう「平成展」で2000年代を語る　音楽ナタリー
- 故・ぼくのりりっくのぼうよみ×落合陽一「ブルーオーシャンは瀬戸内海くらい狭かった」【前編】 週プレNEWS

2020年
- ぼくのりりっくのぼうよみ(故)とたなかの対談 『Noah’s Ark』特設対談サイト

## カシミア奴隷（インターネットラジオ）
```
しおひがり＆たなかによるインターネットラジオである。 この奇妙なタイトルはそれぞれが思い浮かべた適当な単語をつなぎ合わせることで誕生した（Youtubeより）
```

最初の配信は2017年7月SoundCloudにて公開後、Youtubeに移行し2017年11月まで配信。
その後、新生カシミア奴隷としてVoicyにて2018年3月から6月まで配信した。
2019年12月24日、「たなかとしおひがりの 帰ってきたカシミア奴隷 第一回」をYouTubeで配信。

## プロデュース
「Gorilla Attack」
```
TOKYOに突如出現したヒガシローランドとニシローランドからなるラップユニット 。
ここではないどこか、で歌う二人組「Gorillaみたいに生きられたら、こんな素晴らしいことはないな」
[
78
]
[
79
]
```

## 起業
社名　cockpit
業務内容　楽曲制作・作詞作曲・総合プロデュース・ディレクション業務
```
音楽は、どこまでも飛んでいく翼だ。

たった三分の楽曲が広がって、顔も知らない人びとのもとへ届く。
私たちはその翼をともに造るためにあります。
多くのアーティストを支援し、もっと多くの人の人生を豊かに彩れるように。
```

## 出演イベント・フェス
- 2016年5月6日 CONNECTONE NIGHT Vol.1[80]
- 2016年5月22日 電波少女 E.P "パラノイア" Release Party[81]
- 2016年5月28日 VIVA LA ROCK 2016[82]
- 2016年6月10日 clubEARTH 10th Anniversaryイベント[83]
- 2016年7月16日 JOIN ALIVE 2016
- 2016年8月20日 MONSTER baSH 2016
- 2016年8月21日 WILD BUNCH FEST. 2016
- 2016年8月27日 SPACE SHOWER SWEET LOVE SHOWER 2016
- 2016年10月13日 FM802 MINAMI WHEEL 2016[84]
- 2016年11月11日 SPACE SHOWER vol.2[85]
- 2017年4月29日 ARABAKI ROCK FEST.17
- 2017年5月4日 VIVA LA ROCK 2017
- 2017年5月20日 TOKYO METROPOLITAN ROCK FESTIVAL 2017[86]
- 2017年6月24日 REPUBLIC 映像作家100人+100リリースパーティー[87]
- 2017年7月23日 NUMBER SHOT 2017
- 2017年7月29日 Reborn-Art Festival 2017 x ap bank fes
- 2017年8月5日 WEST GIGANTIC CITYLAND’17[88]
- 2017年8月12日 RISING SUN ROCK FESTIVAL 2017 in EZO
- 2017年8月19日 MONSTER baSH 2017
- 2017年11月4日 学習院大学 桜凛祭 GAKUSHUIN SPECIAL LIVE
- 2017年11月5日 大阪経済大学学園祭 第69回大樟祭 OKUSU LIVE
- 2018年3月17日 ビクターロック祭り2018
- 2018年6月8日 TMO SESSIONS / TOKYO MUSIC ODYSSEY 2018
- 2018年12月23日 電波少女「シークレットツアー」[89]